# Ultimate X-Men
Ultimate X-Men è una serie a fumetti pubblicata dalla Marvel Comics negli Stati Uniti d'America, che presenta una versione riscritta e moderna del classico fumetto X-Men. Questo titolo fa parte dell'universo Ultimate Marvel. La serie esordì nel febbraio del 2001 scritta da Mark Millar e disegnata da Adam Kubert.
In questa versione degli X-Men, a parte il Professor X e Wolverine, gli altri personaggi sono ancora adolescenti; il gruppo originale comprendeva Ciclope, Jean Grey, Colosso, Uomo Ghiaccio, Bestia e Tempesta. Si aggiunsero poi le versioni aggiornate di Nightcrawler, Rogue e Angelo. Sono stati rivisti anche i loro avversari, come le Sentinelle e Magneto.

## Storia editoriale
La prima serie, Ultimate X-Men (vol. 1), esordì a febbraio 2001 e fu la seconda all'interno del progetto dell'universo Ultimate Marvel che riscrisse e aggiornò alcune delle serie a fumetti storiche. La serie venne affidata inizialmente a Mark Millar e ai fratelli Adam e Andy Kubert. Venne edita per cento numeri fino a maggio 2009. Nel 2011 venne edita una seconda serie dedicata al gruppo, Ultimate Comics: X-Men, edita da novembre 2011 a gennaio 2014.

## Personaggi

### Membri del gruppo
Elenco personaggi fin dall'inizio:
- Professor X, alias Charles Xavier, è il fondatore del gruppo, si può muovere solo in sedia a rotelle. Idealista e pacifista, in origine voleva fondare una società mutante insieme a Magneto, ma questo, durante una lite, gli lanciò contro una sbarra di ferro che gli danneggiò la colonna vertebrale. Ha un grande potere da telepate, che gli permette addirittura di modificare i pensieri altrui. Era sposato con la Dottoressa Moira MacTaggert da cui ha avuto un figlio di nome Kevin, alias Proteus, ucciso dagli X-Men perché troppo pericoloso nella saga World Tour, dopo che il ragazzo aveva fatto milioni di vittime tra la popolazione mondiale. Muore in UXM 41, ma un flashback di Conseguenze, nel futuro di Cable, rivela che è ancora vivo
- Bestia, alias Henry "Hank" McCoy, era un bambino prodigio, trasformato in una specie di uomo-gorilla dai peli blu dal progetto Arma X. Ha avuto una relazione stabile con Tempesta fino alla sua morte, avvenuta per mano di una Sentinella. In realtà è ancora vivo, e lavora in segreto per Nick Fury per trovare una cura al virus Legacy.
- Colosso, alias Piotr "Peter" Nicolaievitch Rasputin, ex contrabbandiere russo, capace di trasformare il proprio corpo in acciaio indistruttibile. Lascia il gruppo dopo la finta morte di Xavier e si unisce all'Accademia del Domani, ma ritorna in seguito. Dopo uno scontro con un inferocito Wolverine in Potere Assoluto, questi gli strappa il cuore, tuttavia Colosso rimane in piedi e ha il tempo di strappare una gamba al rivale prima di essere fermato da Jean Grey.
- Ciclope, alias Scott Summers, è il capo nelle missioni degli X-Men. Timido ma deciso, ha in sé la figura dello scout. È fidanzato con Jean Grey e il suo potere consiste nel proiettare raggi di energia concussiva dagli occhi. Scioglie gli X-Men durante Conseguenze, ma rimane all'Istituto per trasformarlo in una scuola a tutti gli effetti. Tuttavia, dopo lo scontro con Alpha Flight e dopo aver assunto la droga Banshee, è capace di manipolare l'energia fuoriuscente dai suoi occhi senza dover usare occhiali o speciali visori. Jean Grey tuttavia, volendo che Scott smetta di usare il Banshee, lo fa allontanare dal gruppo. Muore al termine della saga Ultimatum.
- Uomo Ghiaccio, alias Robert Drake, è il "membro anziano" più giovane, è un adolescente dai bollenti spiriti, ma molto leale agli X-Men. Può diventare di ghiaccio e solidificare l'aria circostante facendole assumere la forma voluta. Lascia il gruppo dopo Conseguenze, rimanendo alla scuola assieme a Rogue, la quale, apparentemente, sembra essere la sua ragazza.
- Jean Grey, alias Marvel Girl, è espansiva e intrigante; come il professor Xavier, è anch'essa una potente telepate e telecineta. Dopo una breve storia con Wolverine, ora è fidanzata con Ciclope. Rimane con Ciclope all'Istituto (diventato ora una semplice scuola). Possedendo l'antica Forza Fenice dentro di sé, Jean è capace di volare nello spazio e di emettere violenta energia in grado di abbattere avversari potenti come Apocalisse.
- Tempesta, alias Ororo Munroe, era una ragazza arrabbiata che viveva per le strade di Harlem rubando macchine; all'inizio era riluttante ad entrare negli X-Men. Dopo essersi aperta al gruppo, si è fidanzata con Bestia fino alla sua morte. Può controllare il tempo atmosferico. Dopo la storia con Bestia, ha avuto intimi rapporti con Wolverine. Lasciando il gruppo, militò nella nuova formazione del gruppo creato da Alfiere fino a che, dopo la comparsa di Apocalisse e la morte di Alfiere, torna nel gruppo originale.
- Wolverine, alias "Logan", è stato ridotto ad un killer senza emozioni e senza memorie dall'Arma X. Era stato reclutato da Magneto per infiltrarsi negli X-Men e uccidere il Professor X, ma è stato colpito a tal punto dai suoi ideali da cambiare lato. Ha un fattore di guarigione che gli permette di riprendersi da qualsiasi ferita, il suo scheletro è stato coperto d'adamantio e ha tre artigli retrattili su entrambe le mani. Dopo aver ucciso Alfiere, accusandolo della morte di Angelo e lo scontro con Apocalisse, Wolverine è tornato allo Xavier Institute. È morto durante la saga di Ultimatum.

### Membri giovani
Personaggi che si sono uniti al gruppo successivamente:
- Angelo, alias Warren Worthington III, è un ragazzo timido e molto bello. Dispone di ali e appartiene ad una famiglia milionaria. Innamorato di Dazzler e membro dell'Accademia del Domani, viene ucciso da Sinister quale ultimo mutante da eliminare prima di diventare Apocalisse.
- Dazzler, alias Alison "Ali" Blaire, è una cantante punk ricoperta di tatuaggi e piercing, che tende sempre a parlare troppo. Può convertire le onde sonore in energia. Ha lasciato il gruppo, nonostante ora faccia parte degli X-Men di Alfiere.
- Nightcrawler, alias Kurt Wagner, un ragazzo bavarese strappato dalle mani del programma Arma X, al contrario degli altri prigionieri, non ha mai perso i suoi ideali e il suo spirito. Può teletrasportarsi fino ad un massimale di 4 km e può trasportare altre persone o cose assieme a lui. Dopo un coma indotto, è fuggito dall'Istituto, rifugiandosi tra i Morlock, di cui ora è il leader.
- Rogue, alias Marian, è stata catturata dal programma Arma X quindi, una volta liberata, è entrata nella Fratellanza Mutante fino a quando Magneto ha causato un'esplosione nucleare, il che le ha fatto cambiare fazione. Innamoratasi di Gambit, ha lasciato gli X-Men per poi ritornarvi dopo la morte dell'amato. Successivamente, grazie a una dose della droga Banshee, sembra essere capace di avere contatti fisici con le persone, senza privarle di ricordi e poteri.
- Shadowcat, alias Kitty Pryde, è una ragazza molto giovane e molto ben ambientata negli X-Men. Può rendersi eterea e passare attraverso le cose, nonché camminare in aria. Si è fidanzata con l'Uomo Ragno in Ultimate Spider-Man n. 43 (maggio 2006). Lascia gli X-Men in Conseguenze (UXM n. 42).
- Alfiere, alias Lucas Bishop, è l'ex membro dei Six Pack, l'élite d'attacco di Cable. Ha tradito i suoi compagni tentando di salvare Xavier. A causa di Cable, è rimasto bloccato nel presente. Sembra deciso a riformare gli X-Men dopo che Ciclope li ha sciolti.
- Pyro è un ragazzo mutante che può creare fiamme, che può utilizzare anche per curarsi. Si unisce agli X-Men dopo aver lasciato i Morlocks, un gruppo mutante che vive nelle fogne.
- Firestar, alias Liz Allan, figlia del pingue Blob, entra negli X-men, rifiutando l'invito di Magneto di unirsi alla Confraternita; nelle pagine di Ultimate Spider-man scopre di poter controllare il fuoco e di potersi "incendiare" alla stessa maniera della Torcia Umana.

### Avversari
- Magneto, alias Erik Lensherr, è il robusto e carismatico mutante nemico principale degli X-Men, a capo della Confraternita dei mutanti malvagi. Nacque ebreo in Polonia durante l'occupazione nazista, perse i genitori durante l'Olocausto, da quel momento si convinse che il genere umano era una razza barbara destinata ad essere rimpiazzata dai mutanti, la razza degli homo superior. In origine collaborava con Xavier; durante una lite, grazie ai suoi poteri che gli permettono di manipolare i materiali metallici, salvò il Professore da una pallottola sparata per sbaglio nella schiena di quest'ultimo. Quando capì che lui e il Professore non condividevano le stesse idee decise di abbandonarlo e fondare il suo gruppo. Viene giustiziato da Ciclope al termine della saga di Ultimatum, in quanto unico responsabile dell'onda anomala che ha devastato New York e altri grandi città.
- La Confraternita dei mutanti malvagi è composta dai circa 500 seguaci mutanti di Magneto. I principali componenti sono Blob, Mastermind, Toad (il quale è tuttavia da poco entrato negli X-Men, abbandonando la confraternita), Unus (deceduto dopo essere stato violentemente colpito da Thor) e i due figli di Lensherr Scarlet e Quicksilver. Odiano gli umani e spesso i membri si cambiano nome dandosene uno "mutante". Il gruppo è risorto durante il secondo attacco di Magneto. In seguito anche Longshot, Fenomeno, Madrox e Mystica sono entrati nel gruppo.
- Arma X era un progetto atto a sfruttare i mutanti come soldati, sfruttando metodi barbari e disumani. Nato come parte dello S.H.I.E.L.D., il progetto Arma X era guidato da John Wraith e dal Dottor Cornelius. Tra i prigionieri di Arma X ricordiamo Fenomeno, Nightcrawler, Rogue, Sabretooth e Wolverine.
- Sinistro, alias Nathaniel Essex, è un ex-scienziato della Oscorp; dopo aver sperimentato su sé stesso le sue scoperte, ha acquisito superpoteri che gli permettono di ipnotizzare le persone e rendersi praticamente invisibile (visibile solo ad occhio nudo). Quest'evento tuttavia l'ha reso pazzo; ha inoltre continue visioni di "Lord Apocalisse", il quale lo costringe a compiere brutali missioni. Terminata l'ultima missione, una forza mistica lo trasformerà in Apocalisse, potente mutante con poteri telepatici e una grande forza fisica.
- Proteus è David Xavier, figlio di Charles Xavier e Moira MacTaggert. Ha strabilianti poteri che gli permettono di possedere le persone e di mutare la realtà, ma questi gli causano attacchi di epilessia molto gravi. Si è rivoltato contro gli X-Men possedendo Betsy Braddock, è infine stato ucciso da Colosso.
- Il Club infernale, guidato da Sebastian Shaw, è un circolo elitario di uomini d'affari molto ricchi e potenti che credono nel dio pagano "Fenice". Pensano che Jean Grey sia la sua incarnazione e per questo hanno a lungo finanziato gli X-Men per farla "maturare". Fanno parte del club Alan Greenspan e Arnold Schwarzenegger. Probabilmente il Club è stato sciolto con la morte dello stesso Shaw. Una telefonata all'ADD fa intendere che sta per essere riformato.
- Mojo è un presentatore televisivo dalle macroscopiche dimensioni con lo studio a Krakoa. Questa è l'isola dove i mutanti, una volta catturati, vengono portati per essere cacciati da letali killer (come l'umano Arcade ma anche lo spietato Deadpool), ripresi nel frattempo proprio dalle telecamere dello stesso Mojo.
- Mago, alias Elliot Boggs, è un ragazzo mutante con la capacità di modificare la realtà. Infiltratosi tra gli X-Men (alterando la loro percezione degli eventi) viene poi scoperto da Xavier e combattuto; alla fine si autoesilia fingendo la propria morte.
- Cable, alias Logan, è la versione futuristica di Wolverine, ed attacca gli X-Men tornando nel passato per uccidere Xavier. Riesce alla fine a portarlo nel suo futuro.
- Stryfe, mutante capace di fare insorgere sentimenti di conflitto. Pagato dai Fenris, doveva, tenendo comizi contro gli umani, radunare gruppi di mutanti i quali sarebbero poi stati attaccati da Sentinelle avvisate dallo stesso Stryfe, mentre lui scappava.
- Alpha Flight, un gruppo di mutanti canadesi, superpotenziati grazie alla droga Banshee, di cui fanno parte: Jubilee, alias Jubilation Lee, Sciamano, Sole Ardente, Aurora, alias Jean Marie Beaubier, Sasquatch, alias Rahne Sinclair, Snowbird e Vindicator, il loro misterioso leader di cui nessuno conosce l'identità segreta.

### Altri personaggi
- Mystica, è la gatta di Xavier, chiamata così da Emma Frost perché aveva distrutto il salone di casa Xavier, come aveva fatto mesi prima la vera Mystica. Come Mystica ha un piccolo rombo disegnato in fronte, al posto del teschio.
- Psylocke alias Elizabeth "Betsy" Braddock, un colonnello del servizio segreto britannico, è stata posseduta da David Xavier (Proteus) e quasi uccisa. È sopravvissuta passando nel corpo di una ragazza asiatica in stato comatoso di nome Kwannon. Attualmente sta costruendo lo STRIKE, divisione britannica dello S.H.I.E.L.D..
- Emma Frost è un'insegnante di Chicago, ancora più pacifista del Professor X, di cui è stata amante; è la direttrice dell'Accademia del Domani, ma pare che sia un membro del Club Infernale. Aveva difatti una relazione con Shinobi Shaw, figlio del defunto leader del Club Sebastian Shaw. Studenti dell'Accademia del Domani sono Havok, alias Alex Summers (fratello di Ciclope), Polaris, alias Lorna Dane, Sunspot, alias Roberto DaCosta, Cannonball, alias Samuel "Sam" Guthrie, Cypher, alias Doug Ramsey e Northstar, alias Jean Paul Beaubier, fidanzato di Colosso.
- Nick Fury è il capo dello S.H.I.E.L.D. e collegamento tra gli X-Men e il governo degli USA.
- Dottoressa Moira MacTaggert è una esperta in mutanti scozzese, ha una base segreta nell'isola di Muir, era sposata con Charles Xavier, da cui ha avuto un figlio, David Xavier (Proteus), ma in seguito hanno divorziato.
- Fenris sono Andreas e Andrea von Strucker, due mutanti androgini imprenditori tedeschi. Il loro scopo è di infiltrarsi nell'economia per aiutare i mutanti, anche con mezzi non proprio puliti. Sono i responsabili dell'ultima versione delle Sentinelle. Uccisi da Alfiere.
- Gambit, alias Remy LeBeau, è un senza-tetto che proviene dalla Louisiana, per guadagnare qualcosa esegue trucchi con le carte; ha il potere di caricare di energia esplosiva gli oggetti che poi lancia contro gli avversari e di far esplodere tutto ciò che è inorganico. Viene apparentemente ucciso da Fenomeno nel primo annual della serie, tradotto in Italia sul numero 30 intitolato Sacrificio, pare che sia riuscito a trasmettere parte del suo potere all'amata Rogue.
- Sindacato (o Associazione) è il mutante tuttofare di Xavier. Ha due teste e può utilizzare l'energia elettrica.

## Altri media
- Nel videogioco X-Men Legends i costumi sono ripresi dalla serie Ultimate; come affermato da Rob Gee di Raven Software, in accordo con la Marvel, anche i personaggi presenti nel gioco, ma che non erano stati ancora introdotti nella serie a fumetti, hanno ricevuto un abbigliamento che fosse in sintonia con quello degli altri[3].

- Nel videogioco Marvel Nemesis: L'Ascesa degli Esseri Imperfetti è possibile sbloccare il primo arco narrativo del fumetto Ultimate X-Men, Gente di domani, dopo aver completato degli specifici livelli bonus.

- Wolverine e Bolivar Trask appaiono come boss nel videogioco Ultimate Spider-Man.
- Le versioni Ultimate dei costumi di Wolverine, Tempesta, Colosso, Ciclope, Nightcrawler, Magneto e Sabretooth appaiono nel videogioco Marvel: Ultimate Alliance.